# Oranjegeel halmuiltje
Het oranjegeel halmuiltje (Oligia fasciuncula) is een nachtvlinder uit de familie van de Noctuidae, de uilen. De vlinder heeft een voorvleugellengte van 11 tot 13 millimeter. De soort overwintert als rups. De soort komt verspreid over Europa voor.

## Waardplanten
De waardplanten van het oranjegeel halmuiltje komen uit de grassenfamilie, zoals ruwe smele en Festuca ovina.

## Voorkomen in Nederland en België
Het oranjegeel halmuiltje is in Nederland en België een vrij gewone soort, die verspreid over het hele gebied voorkomt. De vliegtijd is van halverwege mei tot begin juli in één generatie.